# Kecamatan Menuikepulauan
Kecamatan Menuikepulauan är ett distrikt i Indonesien.   Det ligger i provinsen Sulawesi Tengah, i den centrala delen av landet, 1 800 km öster om huvudstaden Jakarta.